# Mário Américo

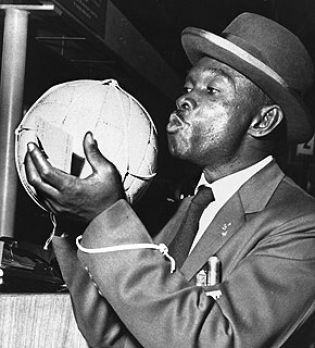
Mário Américo (1958)

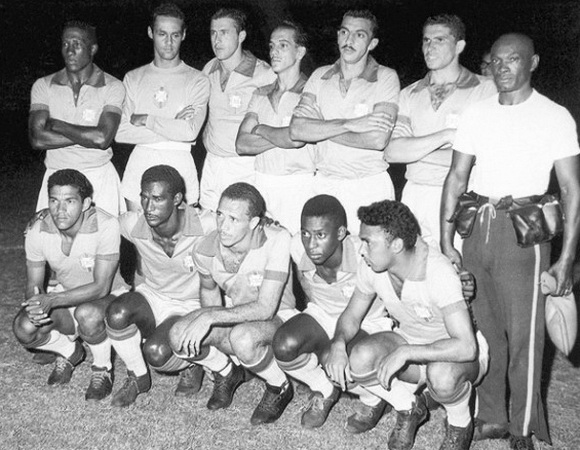
Brasilien beim Campeonato Sudamericano 1959 Hinten: Djalma Santos, Gilmar, Bellini, Décio Esteves, Formiga, Coronel, Mário Américo;Vorne: Garrincha, Didi, Paulo Valentim, Pelé, Chinesinho

Mário Américo (* 28. Juli 1912 in Carmo do Rio Claro, Minas Gerais; † 9. April 1990 in São Paulo) war ein brasilianischer Physiotherapeut. Er wurde als Masseur der brasilianischen Fußballnationalmannschaft einem breiten Publikum bekannt, begleitete sie bei allen sieben Weltmeisterschaften von 1950 bis 1974 und war einer ihrer medizinischen Betreuer.

## Leben
Ursprünglich wollte Américo Musiker werden, doch arbeitete er zuerst als Minenarbeiter in Monte Santo de Mina. Ab 1937 etablierte er sich als Boxer im Weltergewicht in der damaligen Box-Hochburg Madureira, einem nördlichen Vorort von Rio de Janeiro. Hier konnte er zahlreiche Erfolge erzielen und sich unter anderem auch in Deutschland im Ringen behaupten.
Noch 1937 fing er an, sich auch als Masseur zu betätigen. Nachdem er 1942 die Boxhandschuhe abgelegt hatte, vertiefte er seine Kenntnisse an der Nationalen Schule für Physische Ausbildung (Escola Nacional de Educação Física). Im gleichen Jahr fand er beim Verein CR Vasco da Gama, der damals gerade in seine goldene Ära eintrat, seine erste Anstellung beim Fußball. Schon dort erwarb er sich große Popularität und war Teil der Mannschaft, die bis 1952 fünfmal die Staatsmeisterschaft von Rio de Janeiro und als Höhepunkt 1948 den Copa-Libertadores-Vorgänger Campeonato Sudamericano de Campeones gewann. Oft sprintete er um den Platz und brachte den Spielern die neuesten Anweisungen des Trainers, was ihm den Beinamen pombo correio („Brieftaube“) einbrachte. 1953 schloss er sich dem damaligen Spitzenverein Portuguesa in São Paulo an, wo ein hohes Gehalt auf ihn wartete.
Von 1950 bis 1974 betreute er auch die brasilianische Fußballnationalmannschaft die in jener Ära dreimal die Weltmeisterschaft holte. Er genoss als von der Presse so titulierter „Medizinmann“ in seiner aktiven Zeit einen legendären Ruf. Nur mit Wassereimer und einem Ledergürtel mit verschiedenen „Wundermitteln“ ausgestattet, rannte der muskulöse Brasilianer auf den Platz, wenn sich ein Spieler verletzt hatte. Nach kurzer Behandlung durch ihn konnte der Fußballer dann in aller Regel weiterspielen. Wenn dies mal nicht der Fall war, wurde meist keine Trage benötigt; oft schulterte Américo einen verletzten Spieler oder trug ihn in seinen Armen zur weiteren Behandlung vom Platz. Gerüchte über geheimnisvolle Tinkturen aus Pflanzen und Heilkräutern, die Américo zusammengemixt habe, machten die Runde. Die auf einer Rezeptur Américos basierende Sportsalbe „Amazonas Balm“ gab es auch in Deutschland zu kaufen.
Bei der Weltmeisterschaft 1962 gelang es ihm jedoch ausnahmsweise nicht, den verletzten Pelé wieder fit zu machen. Nach dem Finale von 1962 gegen die Tschechoslowakei sicherte er sich den Spielball. Nachdem die FIFA darauf bestand, den Ball zurückzuerhalten, gab er dieser schlicht einen identischen Ball. Daher ist diese wertvolle Reliquie des Sports dieser Tage in Brasilien.
Nach der Fußball-Weltmeisterschaft 1974 zog sich Américo aus dem Sport zurück und wurde als Abgeordneter (vereador) in den Stadtrat von São Paulo gewählt. Der Autor Henrique Matteucci schrieb die Biographie Memórias de Mário Américo. O Massagista dos Reis ("Erinnerungen von Mário Américo - der Masseur der Könige").